# مارلون أغيري
مارلون أغيري (بالإسبانية: Marlon Aguirre)‏ (24 سبتمبر 1982 في غواتيمالا - ) هو لاعب كرة قدم غواتيمالي في مركز الوسط. لعب مع Heredia Jaguares de Peten ‏ وDeportivo Teculután ‏.

## وصلات خارجية
- مارلون أغيري على موقع Soccerway.com (الإنجليزية)